# がんがら火祭り
がんがら火祭り（がんがらひまつり、英: Gangara Fire Festival）は、大阪府池田市で毎年8月24日に開催されている祭りである。2010年に府の無形民俗文化財に指定された。がんがら火（がんがらび）、愛宕火（あたごび）、愛宕火祭り（あたごひまつり）ともいう。

## 概要
江戸時代から続く北大阪の伝統行事。火難厄除けと家内安全を願って行われる火祭りで、主に城山町と建石町の町会によって運営される。城山町の町会では、夜に、五月山の中腹にある愛宕神社から神火をもらい、山の西側の山腹にある神社鳥居下に「大一」の火文字をつけられた後、神火が山の麓で大松明に移され、若者らが大松明を担ぎ、八丁鉦を打ち鳴らしながら、市内のおよそ 3 キロメートルの道のりを練り歩く。
建石町の町会では、山の東側の山腹にある大明ヶ原に、「大」の火文字を愛宕神社の神火で灯す。同町にある星の宮に集まった子どもらが青竹の松明を持って山の麓まで歩き、代表の者が山を登り、火文字の神火をもらった後、麓にいる子どもらの松明に神火を移し、星の宮まで戻ってくる。この松明は、子ども松明と呼ばれる。祭りの名称は、打ち鳴らされる八丁鉦の音に由来する。大松明は、高さおよそ 4 メートル、重さおよそ 100 キログラムのもので、2本1組で繰り出される。最寄り駅は、能勢電鉄妙見線の絹延橋駅と、阪急電鉄阪急宝塚本線の池田駅である。

## 由来
江戸時代の1644年（正保元年）に、五月山で中村屋・多田屋・板屋・丸屋の4人が火を灯したところ、その火を見た人々の間で「池田の地に火の神、愛宕が飛来した」と話題になり、多くの人が山に押し寄せたことが、愛宕火の起源であるとされる。五月山の文字火に言及した史料のうち最も古いものは、1819年（文政2年）の史料である。1928年（昭和3年）には、大松明を担いで市内を練り歩くようになる。この頃の大松明は 60 キログラム程度であった。
第二次世界大戦の戦中や戦後は、愛宕神社に神火をもらいに行くだけというように、祭りの規模が縮小されていたが、1948年（昭和23年）には、戦前よりも規模が拡大され、大松明の数が1基から2基に増えた。しばらくの後に子ども松明が加わった。1978年（昭和53年）10月21日には、池田市の重要無形文化財祭礼行事に指定されている。2010年（平成22年）1月13日、「池田五月山の愛宕火（がんがら火）」として、大阪府の無形民俗文化財に指定された。